# Universidad Tecnológica Metropolitana (Chile)
La Universidad Tecnológica Metropolitana, más conocida por su acrónimo como UTEM, es una institución de educación superior pública estatal de Chile, creada por ley el 30 de agosto de 1993, a partir del Instituto Profesional de Santiago, heredero de la  Academia de Estudios Tecnológicos de la Universidad de Chile en la ciudad de Santiago, según consta en la creación del IPS.
Es una de las dieciocho universidades del Consorcio de Universidades del Estado de Chile, y pertenece al Consejo de Rectores de las Universidades Chilenas.

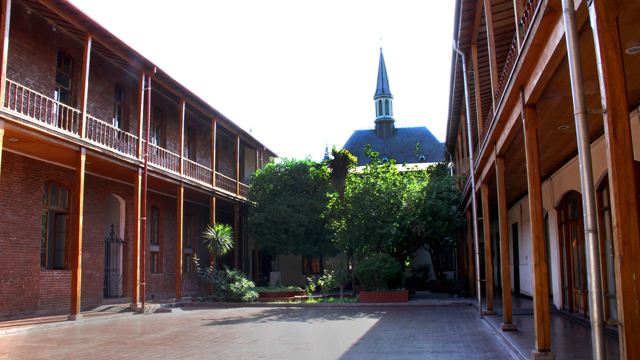
Patio Casa Central

Posee tres campus que suman más de setenta y dos mil metros cuadrados e imparte veintiocho carreras de pregrado.
Actualmente se encuentra acreditada por la Comisión Nacional de Acreditación (CNA-Chile) por un período de 4 años (de un máximo de 7), desde septiembre de 2021 hasta septiembre de 2025.Figura en la posición 19 dentro de las universidades chilenas según la clasificación webométrica SCImago Institutions Rankings (SIR) 2024.Está en la posición 32 según el ranking de Webometrics 2024.

## Historia

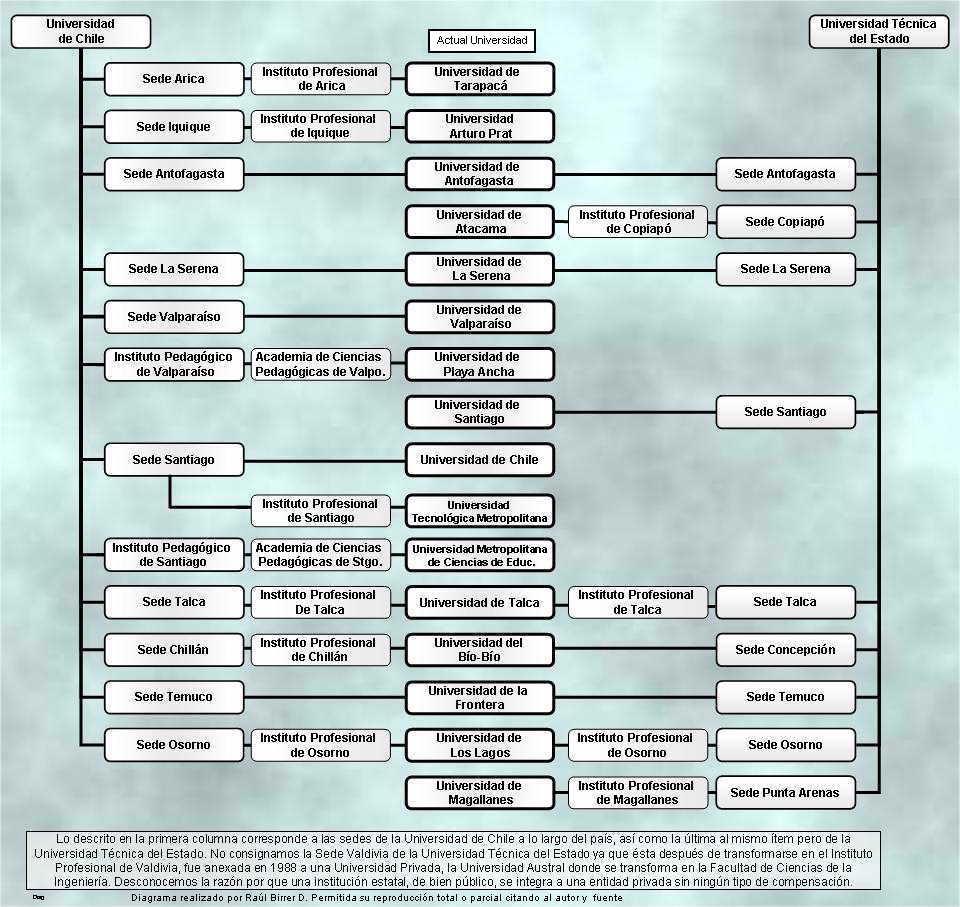
Esquema de la creación de universidades regionales a partir de las sedes de la U. de Chile y la UTE(Clic para expandir).

La Universidad Tecnológica Metropolitana se creó mediante la ley 19.239 de 30 de agosto de 1993, a partir del Instituto Profesional de Santiago (IPS), formado en 1981, cuando la dictadura militar separó de la Universidad de Chile la Academia de Estudios Tecnológicos o Instituto Politécnico (IPUCH)[cita requerida] y otras carreras tales como Construcción Civil, Arquitectura, Bibliotecología, Cartografía, Trabajo Social y Diseño, incorporándolas a esta entidad autónoma.
La promulgación de la ley N.º 19.239 se realizó en una ceremonia encabezada por el entonces rector de esta casa de estudio, propulsor y fundador Luis Pinto Faverio, el presidente de la República Patricio Aylwin Azócar y el ministro de Educación Jorge Arrate, en el Palacio de La Moneda. La ley se publicó el 30 de agosto de 1993 en el Diario Oficial de la República de Chile.
En sus inicios, la UTEM comienza a dictar carreras del área profesional de la ingeniería y del área social, consolidándose como la universidad estatal que recibe mayor cantidad de jóvenes de los dos primeros quintiles de ingreso, procedentes de colegios municipales y subvencionados.

### Conflictos
En 1997, la universidad sufrió un año violento, bajo la gestión del rector Luis Pinto Faverio, quien debido a estos problemas perdió la reelección a rectoría, dejando el cargo a Miguel Avendaño Berríos.[cita requerida] Durante la gestión de Avendaño, la Universidad Tecnológica Metropolitana aumentó drásticamente su déficit monetario.
A partir de 2002 la Universidad Tecnológica Metropolitana abrió dos carreras en el ámbito de criminalística, en los niveles de técnicos (peritos), licenciados (cientistas) y postgrado, cuyo campo laboral se desarrollaría en instituciones como Carabineros de Chile, Policía de Investigaciones de Chile, Servicio Médico Legal, Ejército de Chile, Ministerio Público, Defensoría Penal Pública dentro de la nueva Reforma procesal penal de Chile. En 2007, los primeros egresados de dichas carreras no encontraron puestos de trabajo ideales en el mercado, debido al rechazo de las policías, que tradicionalmente ocupaban este campo. A esto se sumó la falta de recursos que el Estado de Chile había comprometido para la implementación de la reforma. Esto produjo demandas en contra de la UTEM por parte de los titulados de ambas carreras, convirtiéndola en una de las universidades con más reclamos en el Servicio Nacional del Consumidor (Sernac).
A fines de 2007 la universidad cerró el ingreso de las carreras de criminalística para 2008 y terminó sus convenios con entidades privadas (CELTA y EDUTEM), tras ser rechazada su acreditación por parte de la CNA-Chile. La universidad apeló ante el Consejo Superior de Educación de Chile (CSE) para obtener la acreditación, pero el recurso de reposición fue rechazado.
El 15 de mayo, Miguel Ángel Avendaño presentó su renuncia al cargo de rector de la UTEM, haciéndose efectiva a partir del 1 de junio de 2008, tras lo cual fue subrogado por Haydée Gutiérrez Vilches, académica de la institución, quien entregó el cargo en 2009 a Luis Pinto Faverio, elegido por la comunidad académica universitaria.
La defensa de la universidad la asumió el Consejo de Defensa del Estado, siendo absuelta de la demanda principal en agosto de 2013.

### Rectores
En 2021 fue electa en segunda vuelta la primera mujer rectora electa de la UTEM, tras derrotar al entonces rector Luis Pinto.
| Nombre                       | Período         |
| ---------------------------- | --------------- |
| Luis Pinto Faverio           | 1993-1997       |
| Miguel Avendaño Berríos      | 1997-2008       |
| Haydée Gutiérrez Vilches (s) | 2008-2009       |
| Luis Pinto Faverio           | 2009-2021       |
| Marisol Durán Santis         | 2021-Actualidad |

## Himno
El himno de la Universidad Tecnológica Metropolitana fue compuesto por el maestro Vicente Bianchi Alarcón (música) y por Rubén Campos Aragón (letra):
I
Sobre el noble pulso del pasado
y al alba que viene del ayer
asume el sol, que en lo alto desafía,
el mañana de nuestro quehacer.
II
Maravilla del conocimiento,
luz sublime de la humanidad,
honra, gloria y el valor del pensamiento,
salve insigne Universidad.
III
Adelante, UTEM, adelante
con la alegría en su flor mayor
vamos en pos de nuevos horizontes
y siempre unidos por la vocación.
IV
Un espacio de joven desvelo
luce en el tiempo su gala mejor
y ciego brío en afán de alas
mientras la vida abre su esplendor.

## Sellos institucionales
La UTEM, de acuerdo a su misión y visión, busca que sus egresados y egresadas se formen comprometidos con el desarrollo tecnológico al servicio de un Chile sustentable en lo económico, lo medioambiental y lo social.
Los sellos de identidad de sus egresados, de acuerdo al Modelo Educativo de la universidad, son: Tecnología, Responsabilidad Social y Sustentabilidad.

## Acreditación
En diciembre de 2010 la institución fue acreditada, por parte de CNA-Chile solo por un año, debido a la persistencia de problemas administrativos y académicos. A pesar de ello, se presentó en el diario La Nación el balance anual auditado, mostrando cifras positivas, dando así claros avances del término de su crisis.
El 15 de noviembre de 2011, un estudio del Consejo de la Transparencia del Estado de Chile ubicó a la UTEM como la universidad estatal que mejor cumplía con la Ley de Transparencia del Gobierno, con un 59,53%. El 29 de diciembre de ese año, la Universidad consiguió una nueva acreditación, esta vez por el período 2011-2013, volviendo a Re acreditarse en diciembre de 2013 hasta diciembre de 2015. Más tarde, tras un recurso de reposición presentado a CNA-Chile, consiguió que se reconociera los avances realizados en el área de vinculación con el medio aumentando su acreditación a 3 años, hasta el 29 de diciembre de 2016.
Desde noviembre de 2016, la Universidad Tecnológica Metropolitana se encuentra acreditada por 4 años, hasta fines de 2020.
La UTEM que debía, en 2020, someterse a un nuevo proceso de evaluación por parte de la CNA-Chile, debió postergar hasta el siguiente año dicho proceso debido a la pandemia del COVID-19.
En 2021, la UTEM se acreditó nuevamente por 4 años.

## Campus e infraestructura
La Universidad Tecnológica Metropolitana posee tres campus en Santiago, alcanzando un área aproximada a los 72.902 m² de edificaciones y áreas verdes.
Su sede más extensa, y con mayor cantidad de alumnos, es el campus Macul, que alberga las facultades de Ingeniería y de Ciencias Naturales, Matemática y Medio Ambiente. Este campus se localiza en la comuna de Ñuñoa, en la intersección de Avenida Grecia con Avenida José Pedro Alessandri. En este campus existen edificios de reciente construcción, que se mezclan con las antiguas edificaciones del Instituto Hebreo, que funcionó en ese lugar hasta 1980 aproximadamente.
El campus Providencia comprende un edificio de aulas y un edificio del Decanato. Se ubica en la comuna del mismo nombre y en él funciona la Facultad de Administración y Economía.
En el Campus Central, ubicado en la comuna de Santiago, se localizan las facultades de Ciencias de la Construcción y Ordenamiento Territorial y de Humanidades y Tecnologías de la Comunicación Social, junto con edificaciones de reciente adquisición en el barrio Dieciocho, donde también se ubica la Casa Central.
La actual Casa Central de la Universidad Tecnológica Metropolitana es parte de las antiguas casonas de la calle Dieciocho de la ciudad de Santiago de Chile, declarada “Zona Típica” por el Consejo de Monumentos Nacionales del país.
Destaca en ella el Salón de Honor de la universidad, que es una Capilla de estilo neogótico que tiene la categoría de “Inmueble de Interés Histórico y Artístico” y data de la primera mitad del siglo XIX.
En julio de 2016 la UTEM solicitó a la presidenta de la República, Michelle Bachelet Jeria, la concesión de uso gratuito del inmueble fiscal Palacio Ariztía, para emplazar la nueva Casa Central y el Centro de Extensión y Vinculación con el Medio de la Universidad Tecnológica Metropolitana.
Los ministerios de Bienes Nacionales y de Obras Públicas entregaron la concesión del edificio en comodato, asegurando la inversión a nivel de infraestructura y equipamiento tendiente a la habilitación y recuperación del inmueble. Aun cuando este es un proyecto de largo aliento y de carácter patrimonial, al concretarse permitirá que la UTEM tenga mayor visibilidad en la ciudad de Santiago al localizarse en la Alameda, al igual que las casas centrales de otras universidades.
Adicionalmente, a partir de 2013 comienza con una serie de adquisiciones de modo de fortalecer su infraestructura. Se adquieren propiedades en Ñuñoa, aledañas al campus Macul, se adquiere el Edificio de Ciencia y Tecnología en la comuna de San Joaquín, se adquieren propiedades en el Barrio Dieciocho, contiguos a la sede de Dieciocho 390, y en San Ignacio esquina Vidaurre, además de dos edificios donde funcionaba el instituto ICEL y tres de los edificios de la UNICIT en el mismo barrio.

## Organización

### Rectoría y Consejo Superior
El Rector es la máxima autoridad unipersonal de la Universidad. Es nombrado por el/la Presidente de la República.
El Consejo Superior es el organismo colegiado de mayor jerarquía de la Universidad. Fija las políticas globales de desarrollo institucional y cautela el cumplimiento de sus fines.
Está integrado por el Rector, quien lo preside, tres representantes de S.E. el presidente de la República, cinco académicos de las dos más altas jerarquías elegidos por el cuerpo académico, dos representantes de los estudiantes y un representante de los funcionarios no académicos.

### Vicerrectorías
La UTEM cuenta con cuatro vicerrectorías, en torno a las cuales se organiza la gestión académica, la vinculación con el medio, la gestión administrativa y financiera y la investigación:
- Vicerrectoría Académica.
- Vicerrectoría de Transferencia Tecnológica y Extensión.
- Vicerrectoría de Administración y Finanzas.
- Vicerrectoría de Investigación y Postgrado.

### Programas
Los programas cuentan con presupuesto y recursos propios para desarrollar las actividades correspondientes. Existen tres programas dependientes del Gabinete de Rectoría:
- Programa de Comunicaciones y Asuntos Públicos.
- Programa de Sustentabilidad.
- Programa de Derechos Humanos y Ciudadanía.[34]

Otros programas, que dependen de otras unidades son:
- Programa de Prospectiva e Innovación Tecnológica (ProteinLab).
- Programa de Investigación, Desarrollo e Innovación (PIDi).
- Programa de Estudios de Políticas Públicas (PEPP).
- Programa de Competitividad Turística.

### Facultades
La Universidad Tecnológica Metropolitana está conformada por cinco facultades, que en total ofrecen las siguientes 28 carreras en régimen diurno e ingreso vía Prueba de Selección Universitaria (PSU):
| Facultades                                                         | Carreras | Imagen |
| ------------------------------------------------------------------ | --- | ------ |
| Facultad de Ingeniería                                             | - Bachillerato en Ciencias de la Ingeniería - Dibujante Proyectista - Ingeniería Civil en Ciencia de Datos - Ingeniería Civil en Computación, mención Informática - Ingeniería Civil Industrial - Ingeniería Civil en Electrónica - Ingeniería Civil en Mecánica - Ingeniería en Geomensura - Ingeniería en Informática - Ingeniería Industrial |        |
| Facultad de Ciencias Naturales, Matemática y Medio Ambiente        | - Ingeniería en Biotecnología - Ingeniería en Industria Alimentaria - Ingeniería Química - Química Industrial |        |
| Facultad de Ciencias de la Construcción y Ordenamiento Territorial | - Arquitectura - Ingeniería Civil en Obras Civiles - Ingeniería Civil en Prevención de Riesgos y Medioambiente - Ingeniería en Construcción |        |
| Facultad de Humanidades y Tecnologías de la Comunicación Social    | - Diseño en Comunicación Visual - Diseño Industrial - Trabajo Social |        |
| Facultad de Administración y Economía                              | - Administración Pública - Bibliotecología y Documentación - Contador Público y Auditor - Ingeniería Comercial - Ingeniería en Administración Agroindustrial - Ingeniería en Comercio Internacional - Ingeniería en Gestión Turística |        |

### Programas de postgrado
La UTEM tiene una oferta incipiente de programas de postgrado, compuesta por siete magíster y un doctorado:
- Magíster en Tecnología Nuclear.
- Magíster en Eficiencia Energética y Sustentabilidad, mención Edificación.
- Magíster en Química, mención en Tecnología de los Materiales.
- Magíster en Gerencia Pública
- Magíster en Tecnologías BIM
- Magíster en Biomatemática
- Magíster de Diseño en Tecnología e Innovación Social
- Doctorado en Ciencias de Materiales e Ingeniería de Procesos.

### Área técnica y otros
- Centro de Formación Técnica UTEM (CFT UTEM) (actualmente cerrado)
- Programa de Estudio de Políticas Públicas.
- Laboratorio Proyecto Tecnológico del Envase PROTEN.
- Centro de Cartografía Táctil (CECAT).

### Educación secundaria
Hasta 2018 la Universidad Tecnológica Metropolitana tuvo a cargo la administración de seis establecimientos de enseñanza media.
- Liceo Industrial Juan Ignacio León Noguera, ex A-21
- Liceo Técnico de Santiago, ex A-28
- Liceo Comercial “Osvaldo Elias Param”, ex A-99
- Liceo Comercial de Estación Central, ex B-72
- Liceo Instituto Superior de Comercio Diego Portales, ex A-56
- Instituto Superior Industrial de Chillán, ex A-11

## DoctoresHonoris Causa
El 20 de marzo de 1996, la UTEM entregó su primer grado de Doctor Honoris Causa al expresidente de la República Patricio Aylwin Azócar, en mérito a su brillante trayectoria profesional y académica, y a su protagónico papel en la historia de Chile.
En mayo de ese mismo año, la UTEM concedió su segundo grado Doctor Honoris Causa al médico Edgardo Henríquez Frodden, por su destacada trayectoria profesional y académica.
El tercer grado de Doctor Honoris Causa fue otorgado al expresidente de la República, Ricardo Lagos Escobar, el 30 de abril de 1998 y siete años más tarde, tan alto honor le fue concedido al Doctor Gui Bonsiepe, reconocido teórico, diseñador industrial, consultor internacional y autor de numerosos textos de lectura obligada en la disciplina del Diseño.
El 6 de mayo de 2015, la Universidad otorga el quinto grado académico de Doctor Honoris Causa al connotado artista nacional Vicente Bianchi Alarcón, debido a su brillante trayectoria profesional como estudioso de la música y extraordinaria vocación como pianista, compositor y arreglador orquestal, cuya formación procede del Conservatorio Nacional de Música de Chile.
El 18 de julio de 2018, otorgó el grado de Doctor Honoris Causa al maestro Roberto Bravo, considerando su trayectoria musical, labor social y entrega como artista a la comunidad.
El 27 de agosto de 2018 la UTEM hizo entrega a la ex Presidenta Michelle Bachelet del título doctor honoris causa, como reconocimiento a su contribución al desarrollo del país, su compromiso por el impulso de la educación superior pública y a sus méritos en la lucha por la justicia social y equidad.